# Lasimos
Lasimos (altgriechisch ΛΑΣΙΜΟΣ) ist der vermeintliche Name eines apulisch-griechischen Vasenmalers.
Lasimos ist der auf der Schulter aufgebrachte inschriftliche Name auf einem apulischen Volutenkrater, dem nach der Inschrift sogenannten Lasimos-Krater. Der Krater gelangte in der ersten Hälfte des 18. Jahrhunderts in die Sammlung des Neapolitaners Giuseppe Valletta. Es ist unklar, ob schon zuvor die Inschrift auf dem Krater war, oder ob diese kurz nach der Aufnahme in die Sammlung aufgebracht wurde. Trotz früher Zweifel von Antonio Francesco Gori galt die Inschrift über Jahrhunderte als echt und Goris Zweifel wurde zunächst widersprochen, später wurden sie gänzlich vergessen. Fehler bei der Inschrift waren jedoch offensichtlich. Die eingeritzte Namensinschrift geht sowohl über den originalen antiken, wie auch über den modernen, restaurierten Teil der Vase. Zudem ist das Ψ in ΕΓΡΑΨΕ – die komplette Inschrift lautete altgriechisch ΛΑΣΙΜΟΣ ΕΓΡΑΨΕ, „Lasimos hat es gemacht“ – sehr phantasievoll gestaltet.
Lasimos wäre neben den paestanischen Vasenmalern Asteas und Python der dritte namentlich bekannte unteritalische Vasenmaler und der einzige bekannte aus Apulien, wo die meisten unteritalischen Vasen produziert wurden. Doch wiesen 1982 Arthur D. Trendall und Alexander Cambitoglou die Fälschung nach. Nach stilistischen Untersuchungen wurde die Vase der Gruppe von Tarent 7013 zugeschrieben, die in der Nachfolge des Patera-Malers und des Baltimore-Malers stand. In älteren Fachlexika finden sich Einträge zu Lasimos, beispielsweise im Allgemeinen Lexikon der Bildenden Künstler von der Antike bis zur Gegenwart.
Über die Vatikanische Apostolische Bibliothek kam die Vase des vermeintlichen Malers Lasimos 1797 in den Louvre, wo sie heute unter der Inventarnummer K 66 aufbewahrt wird.